# Freaky Styley
Freaky Styley é o segundo álbum de estúdio da banda estadunidense de funk-rock Red Hot Chili Peppers, lançado em 1985. Este álbum, mais bem sucedido que o anterior vendeu cerca de 1 milhão de cópias ao redor do mundo. O álbum, mesmo não sendo considerado um grande sucesso, produziu um single que teve alta rotação na MTV : Jungle Man

## Antecedentes e gravação
O álbum anterior tinha sido um fracasso comercial e de crítica, mesmo construindo uma base de fans, a banda ficou decepcionada com a produção e a divulgação. Para conseguir mais sucesso, o Red Hot Chili Peppers contratou o considerado "Tio do Funk", George Clinton. Com a volta de guitarrista original, Hillel Slovak, a banda foi para o sítio do produtor onde ficavam cheirado cocaína o dia todo e pescando, principalmente com Anthony Kiedis. A gravação foi agradável e o disco foi bem recebido pelos críticos vendendo cerca de 1 milhão de cópias até hoje.

## Faixas
1. "Jungle Man" - 4:09
2. "Hollywood (Africa)" (cover de The Meters) – 5:03
3. "American Ghost Dance" – 3:51
4. "If You Want Me to Stay" (Stewart) – 4:07
5. "Nevermind" (Flea, Kiedis, Jack Irons, Slovak) – 2:48
6. "Freaky Styley" – 3:39
7. "Blackeyed Blonde" – 2:40
8. "The Brothers Cup" – 3:27
9. "Battleship" – 3:09
10. "Lovin' and Touchin" – 0:36
11. "Catholic School Girls Rule" (Flea, Kiedis, Martinez) – 2:05
12. "Sex Rap" (Flea, Kiedis, Irons, Slovak) – 2:03
13. "Thirty Dirty Birds" – 0:14
14. "Yertle the Turtle" – 3:46

| Críticas profissionais | Críticas profissionais |
| Avaliações da crítica  | Avaliações da crítica  |
| Fonte                  | Avaliação              |
| ---------------------- | ---------------------- |
| Allmusic               | [ 1 ]                  |
| Rolling Stone          | [ 2 ]                  |

### Faixas bônus (versão remasterizada - 2003)
1. "Nevermind" (demo) (Flea, Kiedis, Irons, Slovak) - 2:17
2. "Sex Rap" (demo) (Flea, Kiedis, Irons, Slovak) – 1:37
3. "Freaky Styley" (original long version) – 8:49
4. "Millionaires Against Hunger" – 3:28